# Ítalo Estupiñán
Ítalo Estupiñán, né le 1er janvier 1952 à Esmeraldas et mort le 1er mars 2016 à Mexico, est un footballeur international équatorien qui évolue au poste d'attaquant.

## Biographie
Ítalo Estupiñán joue en Équateur, au Mexique et au Chili.
Avec l'équipe équatorienne d'El Nacional, il dispute 12 matchs en Copa Libertadores, inscrivant huit buts.
Il est élu meilleur joueur du championnat du Mexique lors de la saison 1974-1975.
Ítalo Estupiñán est sélectionné à dix reprises en équipe d'Équateur entre 1972 à 1973, marquant trois buts.
Il joue quatre matchs lors des éliminatoires du mondial 1974.

## Palmarès
- Vainqueur de la Coupe des champions de la CONCACAF en 1977 avec le Club América
- Vainqueur de la Copa Interamericana en 1977 avec le Club América
- Champion d'Équateur en 1973 avec El Nacional
- Champion du Mexique en 1975 avec le Deportivo Toluca et en 1983 avec le CF Puebla